# Rákos-patak
Rákos-patak (auch Rákos patak) ist ein ungarischer Fluss im Kreis Sopron im Komitat Győr-Moson-Sopron.

## Verlauf
Die Quelle des Flusses befindet sich im nördlichen Teil des Gebietes der Stadt Sopron, ungefähr 500 Meter südlich der Grenze zu Österreich. Der Fluss verläuft zunächst in südlicher Richtung und ändert seine Richtung nördlich von Sopronkőhida, wo es rechtsseits einen Zufluss der beiden Seen von Tómalom gibt,  nach Südosten in Richtung Fertőrákos. Im südöstlichen Teil dieser Gemeinde fließt er kanalisiert in Richtung Osten und mündet nach zweieinhalb Kilometern in den Neusiedler See.
Rákos-patak ist neben dem Fluss Wulka einer der beiden Flüsse, die dem Neusiedler See Wasser zuführen.

## Flora und Fauna
In den Auen des oberen Flusslaufs finden sich unter anderem folgende Pflanzen: Mehlprimel, Wohlriechender Lauch,  Österreichischer Kranzenzian, Sumpf-Stendelwurz und Gemeines Fettkraut. Im Fluss selbst gibt es verschiedene Arten von Flusskrebsen, besonders Sumpfkrebse. An Fischen finden sich Barbe, Döbel, Karausche, Rotauge, Rotfeder, Schmerle sowie Aal.

Rákos-patak, in Richtung der Mündung
Seerosen auf dem Fluss